# Gladys, la Bomba Tucumana
Gladys Nelly del Carmen Jiménez (San Miguel de Tucumán, Tucumán; 10 de abril de 1965),  conocida como Gladys "La Bomba Tucumana" o acortado como La Bomba, es una cantante argentina de música tropical, es la primera mujer en la historia de la música Argentina en ganar el Disco Triple Platino por discos vendidos, además cabe destacar que fue la primera mujer cantante tropical de Argentina.
Gladys "La Bomba Tucumana", acumula más de 40 años de trayectoria, en los cuales ha editado más de 20 álbumes, ganando un total de 8 discos de Oro, 20 discos de Platino, 6 de Doble Platino, 1 Triple Platino y 1 Cuádruple Platino por "La Pollera Amarilla". Los premios y nominaciones que ha recibido incluyen: 4 Premios ACE consecutivos, un diploma de Honor de los Premios Konex,  5 nominaciones y 4 victorias de Premios Gardel, un Clave de Sol, 2 nominaciones a los Premios Carlos y en 1992 Verónica Castro le entregó el Trofeo de la Movida por su exitosa presentación en México y el programa La Movida.

## Biografía

### Infancia
Gladys pasó su infancia junto a sus padres y sus hermanos, según ella expresó en los medios de comunicación su infancia no fue nada feliz por los maltratos de su padre hacía su madre y sus hermanos. Expresó: "Tuve una vida muy fea, en Tucumán, con un padre golpeador vi todo lo que mi padre le hacía a mi madre" y sostiene que el rol de su madre fue esencial para su crianza ya que fue madre y padre.
Desde pequeña Gladys se interesó por la música y sentía que era donde ella debía estar.
En la escuela primaria Gladys relata que ella teniendo pocos años conducía los actos de su escuela e interpretaba poemas que hacían llegar a las lágrimas a las personas que la escuchaban.

### Primeros años de su carrera musical
Comenzó su carrera profesional en el año 1984, cuando pasó a formar parte del grupo de "Tito Juárez", donde cantaba en los coros. Luego pasó a integrar "Juancito y su conjunto", donde grabaría su primer disco cantando a dúo. 
Por esto un empresario de Tucumán se fijó en ella para grabar como solista. Su primer LP como solista fue en el año 1987 y se llamó "La Exuberante"  y luego en 1988 publica "Gladys Morena".
Por el lanzamiento de estos discos Gladys era llamada "La Exuberante"'.

## Éxito
Luego de grabar sus álbumes "La Exuberante" (1987) y "Gladys Morena" el nombre de Gladys comenzó a sonar sobre todo en el norte del país adquiriendo mucha popularidad. Fue así como la compañía discográfica más famosa de la época, Magenta, se fijó en Gladys para que grabase un álbum con su sello. En esa época, un locutor porteño la apodó Gladys: "La Bomba Tucumana" haciendo referencia a la "Bomba" que generaba en el público en sus presentaciones.

### En los 90's
A finales del año 1989 se edita su álbum "La Bomba Tucumana" que marcó un hito en su carrera al incluir su mega éxito "La Pollera Amarilla". Este disco vendió más de un millón y medio de copias, lo cual la ubicó en el primer lugar del ranking en todo el país y también en países limítrofes. Cabe recordar que dicha canción (La Pollera Amarilla) la grabó en 1971 el reconocido músico venezolano Tulio Enrique León. Con este álbum logró llegar hasta todos los países de América y Europa. En México fue invitada por Verónica Castro junto a Ricky Maravilla en reconocimiento por el éxito obtenido en la Argentina y los países limítrofes. Actualmente es considerado uno de los clásicos de la movida tropical de Argentina,  Otros de los grandes éxitos de este disco incluyen canciones como "Dale a La Pachanga".
En 1991 se edita el álbum "La Número 1" por el sello Magenta, obteniendo un éxito muy grande en Argentina. Ese mismo año participa de un disco editado por Magenta con temas inéditos de los grandes artistas de la compañía, "Increíble Vol II", donde comparte ese disco con Miguel "Conejito" Alejandro, Rodrigo, Daniel Lezica, Pocho La Pantera e Isabelita "La Diosa Tucumana". En este trabajo participa con los temas "Suavecito, suavecito" y "El fiestón llegó". 
En el año 1992, ya consagrada como una artista profesional e internacional, queda embarazada y es mamá el 9 de junio de 1992 de Santiago Ariel Griffo con Ricardo Ariel Griffo "El Príncipe", a pesar de que se divorciaron años después Gladys mantiene con su exmarido una relación muy profunda de amistad y cariño que los unen además de ser padres de Santiago Ariel Griffo. 
Ese año se edita por Magenta el disco "Por Él le canto a la Vida", distribuido por Disgal S.A., dedicado a su hijo. También en 1992 el sello discográfico Magenta reedita en formato digital los discos "La Bomba Tucumana" (bajo el título "La pollera amarilla") y  "La número 1". En ese mismo año participa en el VHS "Las Reinas de La Bailanta" producido y dirigido por José Luis Nanni, grabado en Estrellas Producciones y editado por Digital Sound Video (en formato VHS) donde también participaban: Lia Crucet, Marixa Balli, Karina Crucet, Isabelita "La Diosa Tucumana", entre otros. A su vez, Magenta edita el compilado de temas inéditos "Increíble Vol 3", en el cual participa junto a otros grandes como Daniel Lezica, Miguel "Conejito" Alejandro, Javier Aníbal, Rodrigo, Darío, Isabelita "La Diosa Tucumana", Almendrado y Los Leales. Gladys graba el éxito "Mi pobre corazón".
En el año 1993 sale el álbum "No te perdonaré", editado por Magenta y distribuido también por Disgal S.A. Este disco marca como novedad la inclusión de trompetas que se suman al estilo clásico de Gladys logrando altos puestos en ventas.

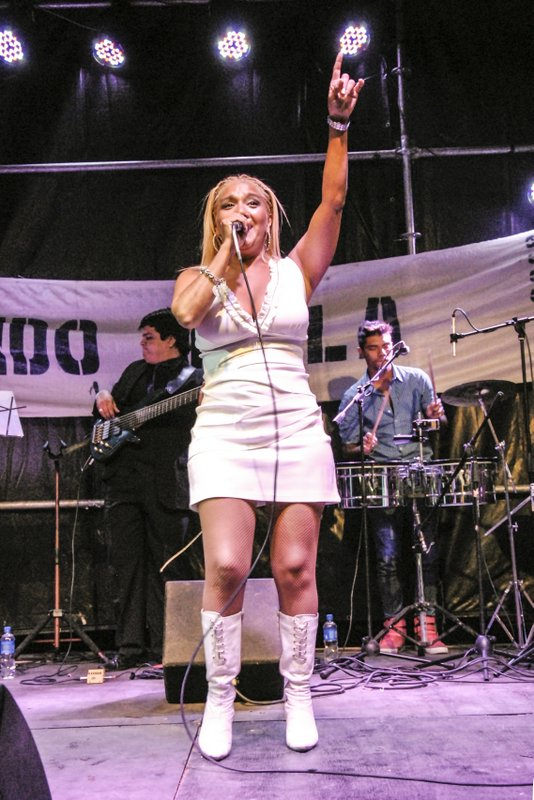
La cantante en 2014

En 1994, el sello Magenta edita dos nuevos discos de Gladys: "La Buena Onda" y "Explosiva". Este último fue grabado en los Estudios Panda y fue un éxito mayor en la movida tropical. Los siguientes discos que edita con el mismo sello fueron "Amor Prohibido" (1996)  en el cual destacan canciones como "Con Agua Bendita", "Él Me Rompe El Corazón" la cual canta junto a su hijo Santiago, y su versión de la canción "Amor Prohibido" de la cantante mexicana Selena. "La Bomba Mix" (1998) 
En 1998 luego de 6 años con la compañía Magenta lanza "Mírame Así" para Ecco Sound, hasta la fecha este trabajo es uno de los más emblemáticos de la carrera de Gladys, a pocos meses de ser lanzado el tema "Sobreviviré" (reversión del éxito de Gloria Gaynor "I Will Survive") comenzó a sonar en radios y televisiones , Gladys emprendería rápidamente una gira nacional y promoción en programas como Hola Susana, Sábados Tropicales, Almorzando con Mirtha Legrand, Amor y Moria y Movete, entre otros. Este álbum le traería a Gladys notoriedad con canciones como Yolanda con menor pero inesperada repercusión en el interior del país. En 1999 viaja a promocionar su Disco a gran parte de América del Sur como Chile.
Durante los años 90 Gladys era la artista tropical con más éxitos de Argentina, logrando poner sus discos en los primeros puestos de las listas de América Latina, haciendo giras y grabando más de 10 álbumes de estudio.

### Durante los 2000
En el año 2001, la compañía discográfica Arion Récords edita el disco "Con el corazón en mi voz", con la participación de los músicos: Miguel Porras "Chimbote" en timbales, Walter "Neco" Toledo en tumbadoras, güiro, bongó y campana, Eugenio Cruz en acordeón, Agustín "Hilacha" González en bajo, Cristian Díaz en trompetas, Oscar Cush en teclados, arreglos y dirección musical, Santiago Griffo en voz en el tema "Mami querida", Hernán Rodríguez, Dorita Paz, Graciela Jiménez, Sergio Gómez y Gladys en coros. El disco fue grabado en Estudios del padre, con Marcelo "Chelo" Mazzetti como técnico de grabación y Oscar Cush y Luis Perrusi en la mezcla.
En el año 2004, Magenta edita el álbum "Ayer, hoy... y siempre", con 10 temas nuevos y los 12 temas de "La Bomba Tucumana" reeditados. También participó de un disco inédito en homenaje a Gilda, "Un sueño hecho realidad", en el cual interpreta una versión de "La pollera amarilla" junto a Gilda gracias al trabajo de edición de los productores.
En 2006 graba un dúo junto a Diego Baiardi del grupo de rock Cruz Maldonado el tema "Preso en mi corazón".

### Años 2010

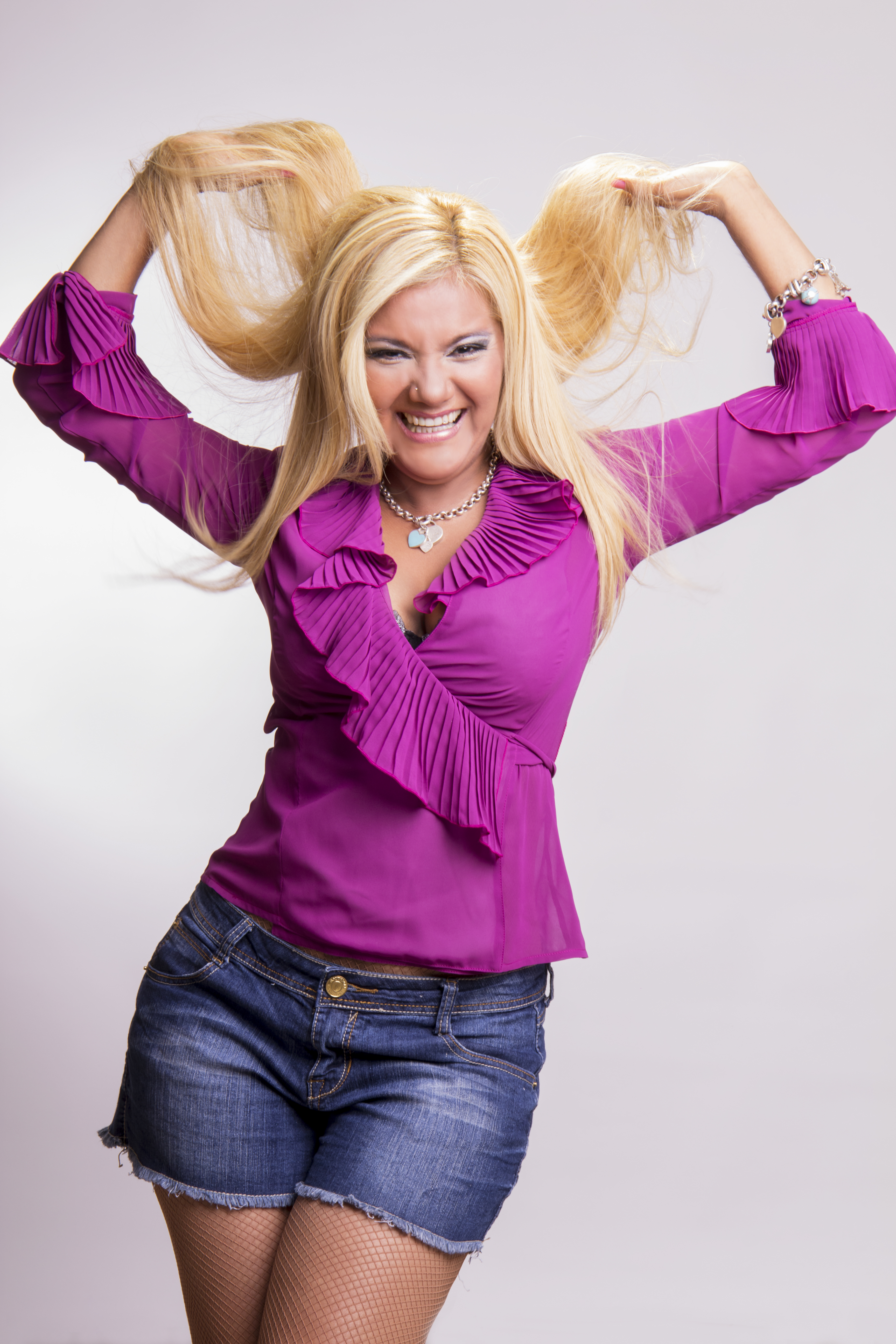
Foto Promocional de su disco Aquí & Ahora

Durante los 2010, Gladys se dedicó explícitamente a giras por el país,  por decisión propia cesó las grabaciones de estudio y las televisiones nacionales para pasar la mayor parte de la década en Tucumán, realizando gran variedad de conciertos en el país y esporádicas apariciones en TV, además para poder estar mucho más presente en la familia.
Sin embargo en 2012 comenzaría la grabación de su 16 disco de estudio por primera vez de la mano de su hijo Tyago Griffo como productor y arreglista. En 2013 lanza el álbum "Aquí y ahora", editado por el sello Segundo Asa y Sony Music. En el mismo destacan canciones como "Mi gran noche", "Me mentiste", entre otras, y su versión de la canción de Madonna "La isla bonita" y conseguiría su 2.º Premio Carlos Gardel en el rubro Mejor Álbum Artista Femenina Tropical en la edición 2014.
En 2014 colabora con la cantante y amiga personal Karla (1974 - 2017) para el disco Pasión por la Música .
En 2016 edita su nuevo álbum hasta la fecha llamado "Cosecharás tu siembra", del cual destacan los temas "El amor de mi vida", "Me reiré de ti", "Caprichosa" y la nueva versión de "La pollera amarilla", Con este disco Gladys  ganó su tercer Premio Gardel a "Mejor Álbum Artista Femenina Tropical" y por el cual recibió una certificación de disco de oro.
Luego de éste reciente éxito Gladys decide continuar su carrera de forma tranquila, realizando cientos de conciertos y esporádicas apariciones televisivas de 2017 a 2018.

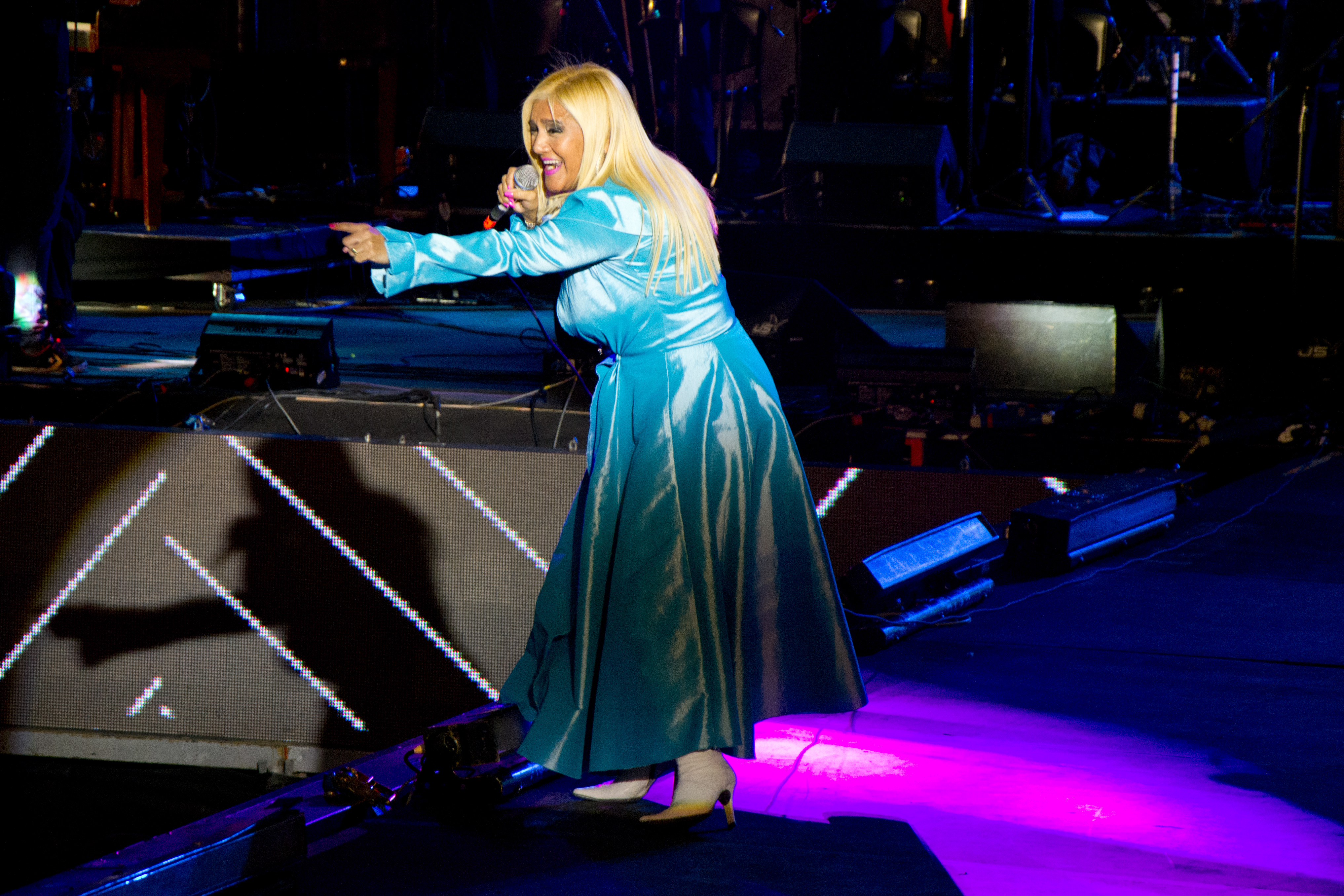
Gladys en la Fiesta Patria del 25 de mayo

#### Popularidad Mediática
En el año 2017 Gladys firma contrato con Pol-ka Producciones para participar del concurso mediático de baile Showmatch,  esto provocaría un cambio radical en su carrera cuando en su participación paso por algunos conflictos reiterados con otros famosos y así volverse un personaje mediático. Su participación fue muy exitosa tanto en rating como en puesto ya que acabó en el octavo puesto, sin embargo Gladys quedó muy afectada por los ataques en redes y la sobrexposición mediática.

### Vuelta a la Televisión, éxito y actualidad
A la cantante le costaría decidir volver a la televisión luego de sentir que su paso por el anterior certamen "la perjudicó", vuelve como personaje fijo, lo hizo para LaFlia Contenidos en el formato Cantando 2020, el público se encontró con una Gladys completamente distinta, tanto así que llegó al 4to puesto (semifinalista) junto a su hijo Tyiago Griffo con gran popularidad, apoyo del público y colegas.
Esta participación traería a Gladys nuevamente a los estudios de grabación, lanzó una colaboración con la canción Garganta con Arena
El 30 de diciembre de 2020 lanza Estalló la Bomba para Faro Latino su nueva compañía discográfica, luego de 4 años alejada de los estudios de grabación, este nuevo sencillo contó con un videoclip grabado en Buenos Aires.
Desde ese momento y hasta la actualidad, sus participaciones en televisión son asiduas y realiza conciertos por el país.
En agosto de 2021 anuncia que lanzará un sencillo junto a la cantante Jackita para septiembre del mismo año con un videoclip que comenzó a grabarse en agosto, el 17 de agosto de 2021 "El Besito" se publicó en plataformas digitales con su respectivo Videoclip.
El 5 de noviembre de 2021 estrena junto a Owin una versión remix de La Pollera Amarilla con base del DJ Nico Vallorani. Este lanzamiento obtuvo en 5 días la cifra de 220.000 vistas en la plataforma YouTube
En 2021 - 2022 Gladys protagoniza la obra de teatro "Cocodrilisima" de Omar Suárez en el Teatro Holiday de Villa Carlos Paz

## Premios y nominaciones
| Premios Carlos Gardel | Premios Carlos Gardel                 | Premios Carlos Gardel    | Premios Carlos Gardel | Premios Carlos Gardel |
| Año                   | Categoría                             | Trabajo                  | Resultado             | Ref.                  |
| --------------------- | ------------------------------------- | ------------------------ | --------------------- | --------------------- |
| 2002                  | Mejor artista femenina tropical       | Con el corazón en mi voz | Ganador               | [ 13 ]                |
| 2005                  | Mejor álbum artista tropical          | Ayer, hoy... y siempre   | Nominado              | [ 14 ]                |
| 2014                  | Mejor álbum artista femenina tropical | Aquí & ahora             | Ganador               | [ 15 ]                |
| 2017                  | Mejor álbum artista femenina tropical | Cosecharás tu siembra    | Ganador               | [ 16 ]                |

| Premios ACE | Premios ACE                             | Premios ACE               | Premios ACE | Premios ACE |
| Año         | Categoría                               | Trabajo                   | Resultado   | Ref.        |
| ----------- | --------------------------------------- | ------------------------- | ----------- | ----------- |
| 1993        | Mejor álbum tropical - solista femenina | Por él le canto a la vida | Ganador     |             |
| 1994        | Mejor álbum tropical - solista femenina | No te perdonaré           | Ganador     |             |
| 1995        | Mejor álbum tropical - solista femenina | Explosiva                 | Ganador     |             |
| 1996        | Mejor álbum tropical - solista femenina | La buena onda             | Ganador     |             |

| Premios Carlos | Premios Carlos                         | Premios Carlos | Premios Carlos | Premios Carlos |
| Año            | Categoría                              | Trabajo        | Resultado      | Ref.           |
| -------------- | -------------------------------------- | -------------- | -------------- | -------------- |
| 2018           | Figura destacada femenina              | Explosivos     | Nominado       |                |
| 2022           | Mejor cantante femenina en espectáculo | Cocodrilísima  | Nominado       |                |

| Premios Konex | Premios Konex     | Premios Konex            | Premios Konex | Premios Konex |
| Año           | Categoría         | Trabajo                  | Resultado     | Ref.          |
| ------------- | ----------------- | ------------------------ | ------------- | ------------- |
| 1995          | Diploma al mérito | Trayectoria en la música | Ganador       |               |

| Premios Clave de Sol | Premios Clave de Sol             | Premios Clave de Sol | Premios Clave de Sol | Premios Clave de Sol |
| Año                  | Categoría                        | Trabajo              | Resultado            | Ref.                 |
| -------------------- | -------------------------------- | -------------------- | -------------------- | -------------------- |
| 1999                 | Mejor cantante femenina tropical | Mirame así           | Ganador              |                      |

## Discografía
- 1986: "Que destape la colita" - (Microfon Argentina S.A)
- 1987: "La Exuberante - Otro amor en tu nido" - (Microfon Argentina S.A.)
- 1988: "Gladys Morena" - (Microfon Argentina S.A.)
- 1990: "La Bomba Tucumana" - (Magenta)
- 1991: "La número 1" - (Magenta)
- 1991: "Lo mejor de... Gladys" - (Música & Marketing S.A)
- 1992: "La número 1" - Reedición - (Magenta)
- 1992: "Por él le canto a la vida" - (Magenta)
- 1992: "La pollera amarilla" - Reedición - (Magenta)
- 1993: "No te perdonaré" - (Magenta)
- 1994: "Explosiva" - (Magenta)
- 1995: "La buena onda" - (Magenta)
- 1996: "Amor prohibido" - (Magenta
- 1998: "La Bomba Mix" - (Magenta)
- 1998: "Mírame así" - (Ecco Sound)
- 2001: "Con el corazón en mi voz" - (Arion Récords)
- 2004: "Ayer, hoy... y siempre" - (Magenta)
- 2006: "Lía Crucet / Gladys 2x1" - (Magenta)
- 2013: "Aquí & ahora" - (Segundo A)
- 2016: "Cosecharás tu siembra" - (Leader Music)
- 2017: "20 Grandes Éxitos" - (Magenta)

### Sencillos y Colaboraciones
- 1988: Espinita (ft Heraldo Bosio y Juan Ramon)
- 1992: Suavecito, Suavecito
- 199?: El Único que te Ama y te Ama (ft Pocho La Pantera)
- 1997: La Pollera Amarilla (Ft. Gilda)
- 2003: La Pollera Amarilla (ft. Altos Cumbieros)
- 2006: Preso en mi Corazón (ft. Cruz Maldonado)
- 2011: Ma... Quiero preguntarte (ft. Tyago Griffo)
- 2014: Poca Cosa (Ft Karla)
- 201?: El Amor Mas Grande del Planeta
- 201?: Sobre Amores
- 201?: Antes o Después
- 2017: Usted Señor (Ft. Javier Anibal)
- 2018: Supe Que me Amabas (ft. Los Chicos de Jah)
- 2020: Garganta con Arena (ft. Esteban Morgado)
- 2020: Estallo la Bomba
- 2021: El Besito (ft Jackita)
- 2021: La Pollera Amarilla (Remix) (ft. Owin)
- 2022: Yolanda & La Güera Salome (ft. David Lozano)
- 2023: Vivir así es morir de amor
- 2024: Dr. Psiquiatra
- 2024: Gira Prohibida

## Televisión
Participaciones y apariciones parciales.
| Programas de televisión        | Programas de televisión                               | Programas de televisión                     | Programas de televisión |
| Año                            | Título                                                | Rol                                         | Notas |
| ------------------------------ | ----------------------------------------------------- | ------------------------------------------- | --- |
| 1990                           | Ritmo de la noche                                     | Cantante Invitada                           | Invitada |
| 1993 - 2004                    | Videomatch                                            | Ella Misma/Ficción                          | Reiteradas apariciónes en Cámaras Ocultas y Sketches |
| 1991 - 2016                    | Hola Susana / Susana Giménez (programa de televisión) | Cantante Invitada/ Entrevistada             | Gladys fue una de los personajes más asiduos del programa |
| 1992 - 2021 (última aparición) | Almorzando con Mirtha Legrand                         | Cantante Invitada/ Entrevistada             | Conducido por la legendaria Mirtha Legrand |
| 1991                           | La Movida                                             | Cantante Invitada                           | Programa Mexicano conducido por Verónica Castro y recibió el Trofeo de la Movida. |
| 1991                           | Sábados Musicales                                     | Cantante Invitada/ Entrevistada             | |
| 1992                           | Peor es nada                                          | Cantante Invitada                           | Programa de prestigio conducido por Jorge Guinzburg |
| 1991 - 1999 (aprox)            | Indiscreciones                                        | Cantante Invitada                           | Asiduas apuraciones |
| 1996                           | La Movida del Verano                                  | Cantante Invitada                           | Conducido por Juan Alberto Mateyko |
| 1996                           | La Contra                                             | Cantante Invitada/ Entrevistada             | Conducido por Juan Carlos Calabró y Antonio Carrizo |
| 1999 - 2001                    | Movete                                                | Cantante Invitada                           | Conducido Por Carmen Barbieri |
| 1998                           | Amor y Moria                                          | Cantante Invitada                           | Conducido por la Vedette Moria Casán |
| 1999 - 2002                    | Pasión Tropical                                       | Entrevistada/ Cantante Invitada             | Por Azul Tv |
| 2002                           | Poné a Francella                                      | Invitada                                    | Cameo |
| 2002                           | Zap Tv                                                | Invitada                                    | Conducido por Marcelo Polino |
| 2000 - 2022                    | Intrusos                                              | Entrevistada/ Cantante Invitada             | Última aparición en 2021 |
| 2002 - 2019                    | Pasión de sábado                                      | Entrevistada/ Cantante Invitada/ Conductora | Se presentó en asiduas ocasiones durante más de 10 años llegando a conducir el programa en algunas ocasiones.                                                                            |
| 2012                           | La Pelu                                               | Cantante Invitada                           | Presentó su disco "Aquí & Ahora" |
| 2012                           | Animales sueltos                                      | Cantante Invitada/ Entrevistada             | |
| 2013                           | Peligro: Sin codificar                                | Cantante Invitada                           | En reiteradas ocasiones interpretó La Pollera Amarilla. |
| 2014 - 2015                    | Tu cara me suena                                      | Cantante Invitada                           | Participó en dos ocasiones en el programa conducido por Marley |
| 2015                           | Como anillo al dedo                                   | Cantante Invitada                           | |
| 2016                           | Educando a Nina                                       | Ella Misma                                  | Participó con reperciusion en rating por la pantalla de Telefe interpretandose a sí misma y canatndo La pollera Amarilla junto a Verónica Llinás, Griselda Siciliani y Jorgelina Aruzzi. |
| 2015                           | Laten corazones                                       | Cantante Invitada                           | Participó con su hijo Tyago Griffo |
| 2015                           | Escape perfecto                                       | Invitada                                    | Conducido por Chino Leunis |
| 2016 - 2017                    | Mejor de Noche                                        | Cantante Invitada/Entrevistada              | |
| 2018 - 2020                    | Hay que ver                                           | Entrevistada                                | Conducido por Denise Dumas y José María Listorti |
| 2017                           | Showmatch: Bailando 2017                              | Participante                                | 8º puesto |
| 2017                           | Pasión de Sábado                                      | Conductora                                  | Reemplazo de Marcela Baños (1 programa) |
| 2017 - 2021                    | PH, podemos hablar                                    | Entrevistada                                | Conducido por Andy Kusnetzoff |
| 2017                           | Pasapalabra                                           | Invitada                                    | producción de El Trece Internacional |
| 2017                           | Debo decir                                            |                                             | |
| 2017 - 2021                    | Implacables                                           | Entrevistada                                | |
| 2018                           | Showmatch: Bailando 2018                              | Participante                                | Reemplazo de Esmeralda Mitre (1 gala) |
| 2018 - 2021                    | Cortá por Lozano                                      | Entrevistada/Cantante Invitada              | Asidua entrevistada por Verónica Lozano |
| 2019                           | Quien quiere ser millonario                           | Participante                                | |
| 2020 - 2021                    | Cantando 2020                                         | Participante                                | 4ª finalista |
| 2020                           | Mujeres                                               | Jurado                                      | Parte del Staff del programa |
| 2021                           | Todo Puede Pasar                                      | Jurado                                      | Staff del Programa |
| 2021                           | Intrusos Edición Especial                             | Cantante Invitada                           | Entrevistada/Cantante Invitada |
| 2018 - 2021                    | Polémica en el bar                                    | Artista                                     | Staff del Programa conducido por Mariano Iúdica |
| 2016 - 2021                    | Los ángeles de la mañana LAM                          | Artista                                     | Staff del Programa/Cantante invitada/Entrevistada |
| 2021                           | Es por ahí                                            | Artista Invitada                            | Entrevistada |
| 2021                           | Pasapalabra                                           | Artista Invitada                            | Por periodos Staff del Programa conducido por Iván de Pineda |
| 2021                           | Bienvenidos a bordo                                   | Staff del Programa                          | Fue staff permanente del programa como participante. |
| 2021                           | 100 argentinos dicen                                  | Participante                                | Participó junto a otros artistas de la cumbia argentina. |
| 2021                           | A la Tarde                                            | Staff del programa                          | Fue staff permanente del programa en el rol de panelista. |
| 2022                           | Seguimos en el Doce                                   | Entrevistada                                | Programa Cordobés del canal el Doce |
| 2023                           | Secretos Verdaderos: Gladys, La Bomba Tucumana        | Entrevistada                                | Programa conducido por Luis Ventura |
| 2023                           | Esto es ¡Fa!                                          | Panel y actuación                           | Streaming y actuación de "Vivir Así es Morir de Amor" |
| 2024                           | Bienvenidos a Ganar                                   | Entrevista y Actuación                      | Apertura con el tema "Vivir Así es Morir de Amor" |
| 2024                           | Almorzando con Juana                                  | Entrevistada y Actuación                    | Conducido por Juana Viale |
|                                |                                                       |                                             | |

## Teatro
- 1995: Un Verano con Pimienta en Villa Carlos Paz
- 2014: 30 Aniversario en el Teatro San Martín (Tucumán)
- 2016: Teatro Colón interpretando  "La Reina de la Bailanta" invitada por Cacho Castaña
- 2017: ¿Quién es Jey? como entrevistada por Jey Mammón[17]
- 2018: Explosivos en el teatro Holiday (Villa Carlos Paz)[18][19]
- 2021/2022: Cocodrilisima en Villa Carlos Paz[20][21]